# Vincentas Pranevičius
Vincentas Pranevičius (* 20. April 1938 in Gruzdžiai, Rajongemeinde Šiauliai) ist ein litauischer Politiker.

## Leben
Nach dem Schulbesuch von 1945 bis 1956 in Kaunas und Abitur absolvierte er 1961 das Diplomstudium an der Lietuvos veterinarijos akademija und wurde Zootechniker. Von 1961 arbeitete er Landwirtschaftsinstitut Litauens, von 1961 bis 1966 in der Rajongemeinde Kėdainiai, von 1966 bis 1980 in Jonava als Direktor für Zuchtwesen. Von 1990 bis 1992 war er Bürgermeister der Rajongemeinde Jonava und von 1992 bis 1996 Mitglied im Seimas.
Von 1969 bis 1990 war er Kommunist, von 1990 bis 2001 Mitglied der LDDP, seit 2001 Lietuvos socialdemokratų partija.